# A2004 road
Die A2004 war eine Class-I-Straße, die 1922 in Guildford östlich des Stadtzentrums begann und dieses dann nördlich umlief. Sie wurde 1934 durch die Inbetriebnahme des Guildford and Godalming Bypasses hinfällig. Durch den immer weiter steigenden motorisierten Verkehr stieg wieder ihre Verkehrsbedeutung und die Trasse wurde wieder eine Class-I-Straße, indem die A246 über sie geführt wird. Eine erneute Verwendung der Nummer A2004 erfolgte in Crawley für eine östlich des Stadtzentrums liegende, teils in den 1950er Jahren gebaute, Nord-Süd-Straße. Diese gibt es bis heute.